# Aliza Beginová
Aliza Beginová (hebrejsky עליזה בגין‎, rodným jménem Aliza Arnoldová, עליזה ארנולד, ‎2. dubna 1920 Drohobyč – 14. listopadu 1982 Jeruzalém) byla manželka izraelského premiéra Menachema Begina.

## Biografie

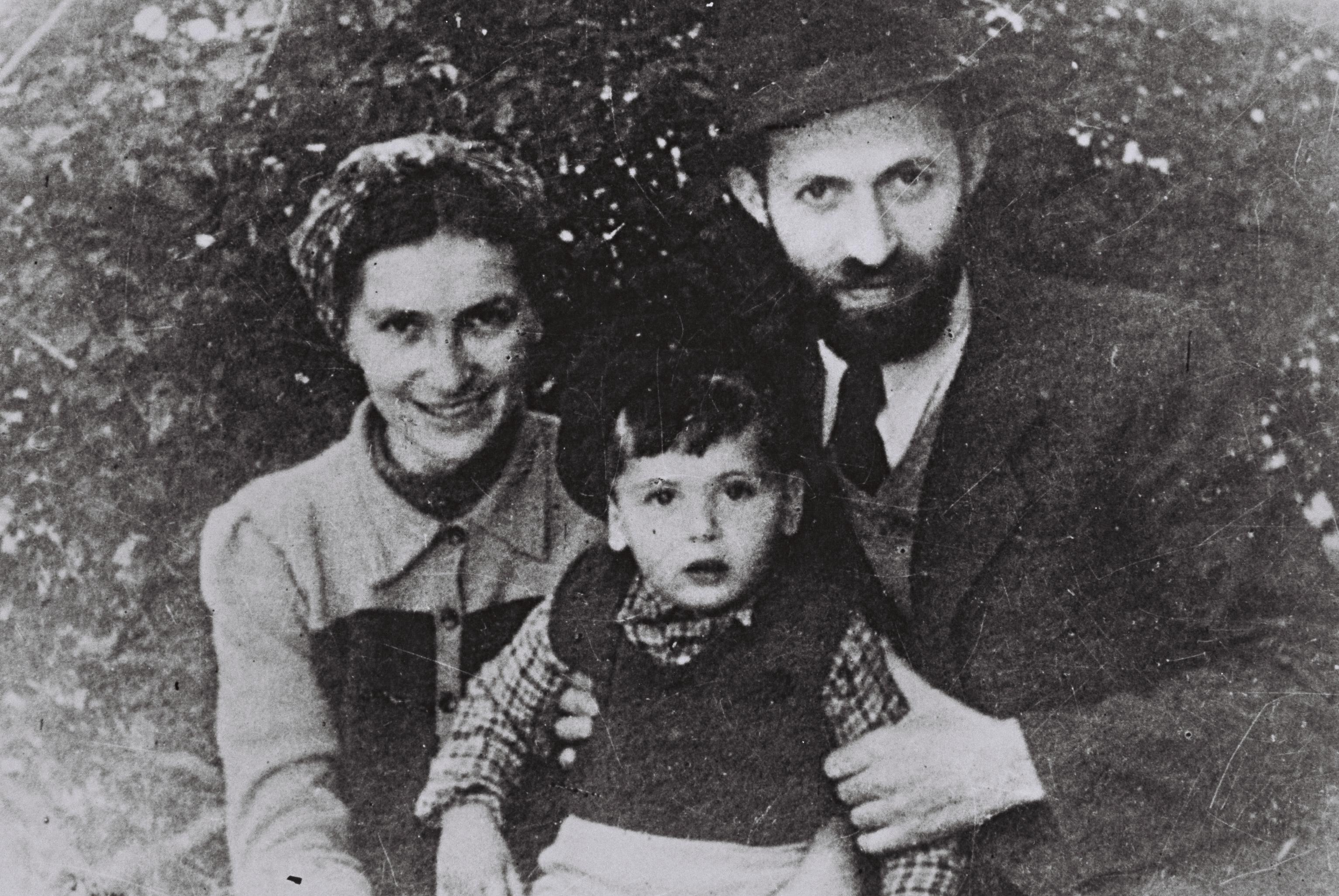
Begin v přestrojení za ortodoxního rabína s manželkou Alizou a synem Binjaminem, prosinec 1946

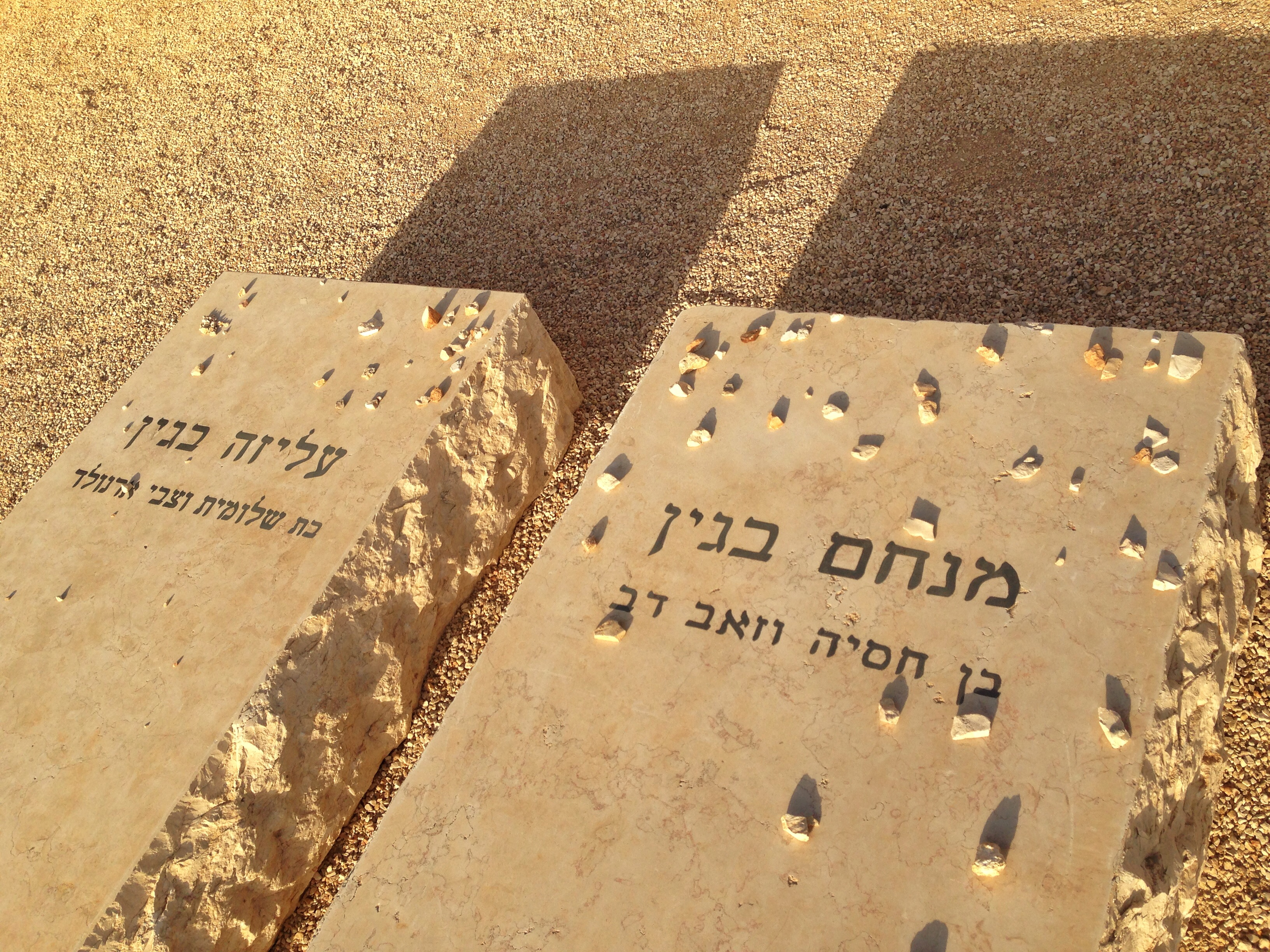
Hroby Alizy (vlevo) a Menachema Beginových na Olivové hoře

Narodila se v městečku Drohobyč v meziválečném Polsku (dnešní Ukrajina) a měla sestru dvojče. Její otec, dr. Cvi Arnold, byl místním vůdce revizionistického hnutí. S budoucím manželem Menachemem Beginem se seznámila v roce 1937, když přespával v domě jejích rodičů. V té době byl ve vedení revizionistického mládežnického hnutí Bejtar, a jako takový cestoval po Polsku, aby rekrutoval nové členy. Aby ušetřil, často nocoval v domech členů hnutí a jedním takovým byl i dům Arnoldových. Po dvou letech dopisování se vzali, svatbu měli 29. května 1939 a oba dva na ní byli oblečeni v uniformách Bejtaru.
Po vypuknutí druhé světové války na počátku září 1939 se Beginovi podařilo pro sebe a manželku zajistit výjezdní víza, díky nimž se chtěli dostat nejprve do Rumunska a posléze lodí do britské mandátní Palestiny. To se však nezdařilo, a tak odešli do Vilny (dnešní Vilnius v Litvě), toho času již obsazené Rudou armádou na základě paktu Ribbentrop–Molotov. Tam žili téměř rok, načež byl Begin, coby sionistický vůdce, zatčen sovětskou tajnou službou NKVD a umístěn ve věznici Lukiškės. Sověti jej obvinili z toho, že je „agentem britského imperialismu“ a 1. dubna 1941 byl jakožto „element nebezpečný pro společnost“ odsouzen k osmi letům odnětí svobody, které si měl odpykat v gulagu. Ještě před jeho transferem jej 20letá manželka ve vězení navštěvovala a tajně mu pašovala balíčky s oblečením. Na jednom z propašovaných kapesníků mu skrze vyšitou šifru dala vědět, že odjíždí do mandátní Palestiny.
Po několika měsících v gulagu byl Begin propuštěn na základě dohody mezi sovětskou a polskou exilovou vládou a následně se v řadách polské Andersovy armády dostal do britské mandátní Palestiny, kde se v květnu 1942 shledal s manželkou v Jeruzalémě. V březnu 1943 se jim narodil syn Benjamin Ze'ev (znám jako Benny) a koncem roku byl Begin uvolněn z armády, načež se stal velitelem revizionistické vojenské skupiny Irgun. Později se jim narodily ještě dcery Chasja (* 1946) a Lea (* 1948). Vzhledem k protibritskému odboji, který Begin a jeho skupina z podzemí vedli, se musel s manželkou a rodinou skrývat, často v přestrojení a pod falešnou identitou. Na jeho hlavu tehdy byla vypsaná odměna až padesát tisíc dolarů. Z ilegality Begin s rodinou vystoupil až po vzniku Izraele v květnu 1948.
Z Begina se poté stal politik a na dlouhá léta vůdce opozice. S rodinou žil ve skromném přízemním bytě v Tel Avivu, kde jeho manželka držela přísně košer kuchyni. Tam žili až do května 1977, kdy byl její manžel po osmi neúspěšných volebních střetech zvolen izraelským premiérem, načež se přestěhovali do premiérské rezidence ve čtvrti Rechavja v Jeruzalémě. Do té doby, během politické kariéry svého manžela, zůstávala mimo publicitu, a i po jeho zvolení premiérem se nevyjadřovala k veřejnému dění. Angažovala se však v pomoci handicapovaným spoluobčanům, především pak raněným vojákům.
Již od svého dětství trpěla astmatem a ke konci jejího života se situace zhoršovala. V říjnu 1982 byla pro dýchací potíže přijata k hospitalizaci do nemocnice Hadasa, kde po pěti týdnech zemřela ve věku 62 let na srdeční selhání. Pohřbena byla na Olivové hoře v Jeruzalémě a o necelých deset let později po jejím boku spočinul i manžel Menachem. Oba spočinuli vedle Moše Barazaniho a Me'ira Feinsteina, jak si Begin přál. Tito dva mladí muži, příslušníci Lechi a Irgunu, spáchali v roce 1947 sebevraždu ve vězení, když čekali na popravu Brity.